# Erotiek

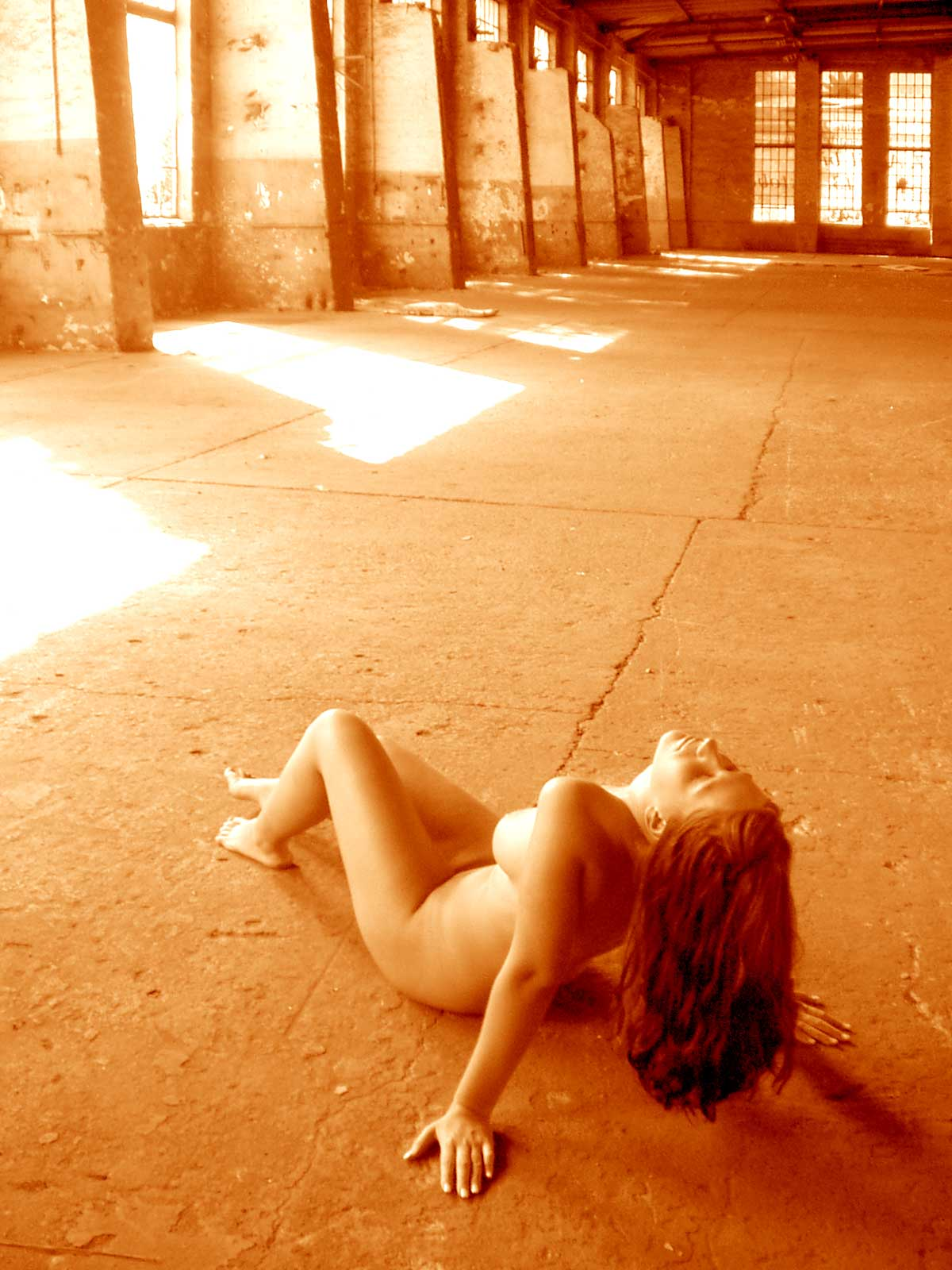
Een erotische foto.

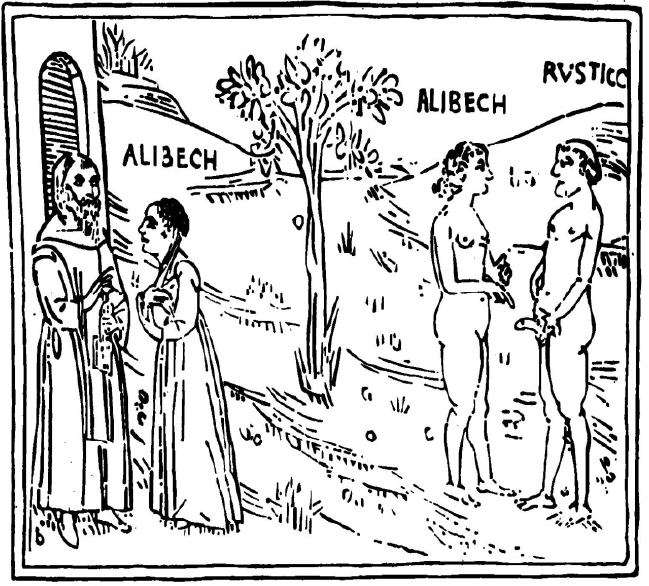
Decamerone, afbeelding uit de veertiende eeuw

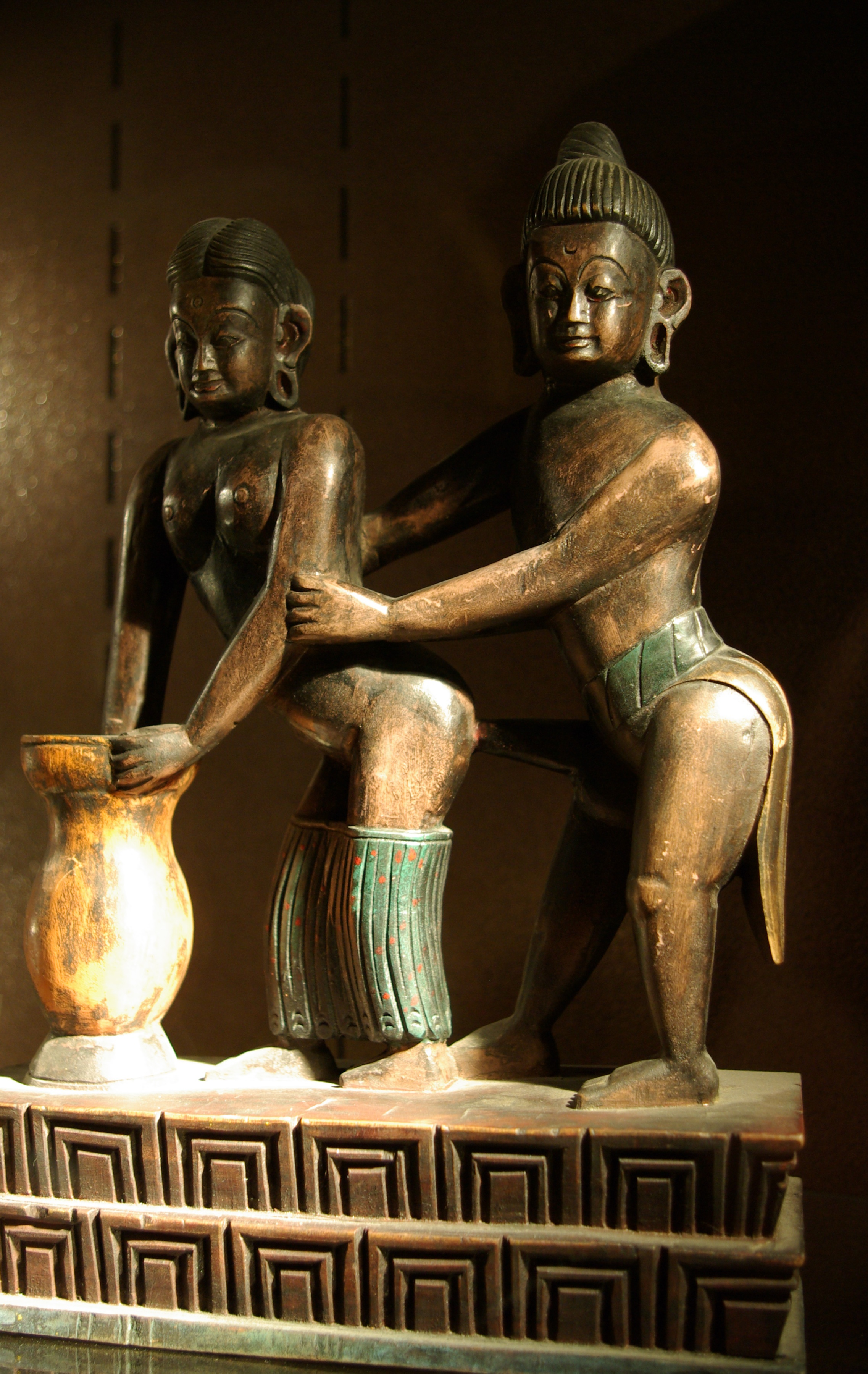
Houtfiguur uit Nepal, musée de l'érotisme, Parijs

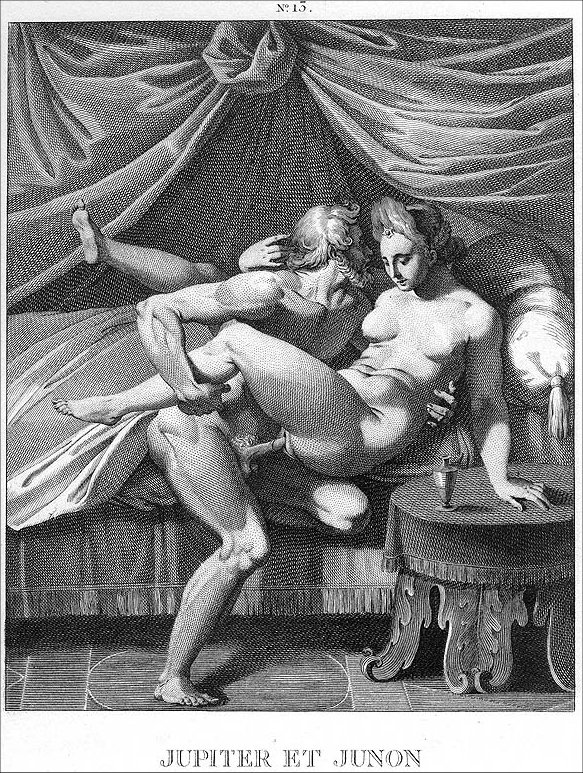
Agostino Carracci (1557-1602), Jupiter en Juno uit I Modi

Erotiek is het geheel van de liefdegevoelens (Van Dale). Het kan ook gezien worden als een vorm van seksualiteit waarbij de nadruk niet meteen ligt op vleselijk contact maar op de gevoelens eromheen, vooral op het opbouwen van verlangen naar sexuele handelingen.
Het woord erotiek is afgeleid van Eros, een god van de liefde uit de Griekse mythologie. Maar Sigmund Freud was degene die het begrip als eerste gebruikte voor zijn idee van gesublimeerde seksualiteit.

## Vormen
Erotiek kan zich op verschillende manieren uiten door bijvoorbeeld:
- 'romantische' momenten zoals hand in hand zitten in het maanlicht;
- bepaalde omtrekkende aanrakingen van het lichaam van de ander (juist niet de primaire of secundaire geslachtsdelen);
- aandacht schenken aan de ander door het voorlezen van poëzie of verhalen; elkaars lichaam verzorgen of elkaar eten geven;
- het maken van toespelingen op verwachte, of gehoopte, voortzetting van het zogeheten liefdesspel.

## Opvattingen
De grens tussen erotiek en directe seksualiteit is gebonden aan cultuur en persoonlijke opvattingen.
De beleving en opvatting van wat erotisch is, is sterk afhankelijk van de cultuur van een bepaald tijdsgewricht en dus de heersende mode en moraal. In de periode van de lange jurken werd het zicht op een blote enkel van een vrouw al opwindend gevonden. De vroegste erotische foto's van vrouwen in gebreide badpakken, worden tegenwoordig in de westerse landen niet meer als erotiserend beschouwd. Zo moet men ook de erotiek in de middeleeuwse literatuur niet vergeten.
Daarnaast zijn er individuele verschillen. Wat voor de een "onschuldige" erotiek is, kan de ander zien als pornografie. Jonge of seksueel onervaren personen zullen eerder een bepaalde afbeelding of boek erotiserend (= seksueel opwindend) vinden dan oudere, ervarener mensen.

## Commercie
Wat erotiek inhoudt, zal verder door iemand uit de seksbranche anders worden uitgelegd dan door een wetenschapper of een schrijver. Rond erotiek is een pornografische bedrijfstak ontstaan met een omzet van miljarden dollars per jaar. Het gaat vooral om de productie en verkoop van films, internet(-betaal)sites, verkoop van speeltjes, kledij en seksuele "hulpmiddelen" die ook wel slaapkamerspeeltjes genoemd worden. Het jaar na jaar stijgende omzetcijfer wijst erop dat dit aanbod een behoefte dekt die leeft bij een groeiend deel van de wereldbevolking.
Ook in de reclamewereld is erotiek aanwezig. "Sex sells" is een veelgebruikte uitdrukking. De term erotische advertentie neemt verschillende vormen aan in de bestaande literatuur. Dit kan gaan van materiaal dat expliciete naaktheid of beelden van de daad zelf toont of beeldmateriaal die niet expliciet is maar waardoor consumenten wel seksueel opgewonden kunnen raken. Seks in advertenties kan gezien worden als berichten die seksuele informatie bevatten met als doel merkproducten te verkopen en het omzetcijfer te doen stijgen.
Uit onderzoek bleek dat de meeste consumenten weinig tijd spenderen aan het bekijken van een advertentie. Daarom moeten adverteerders steeds naar andere manieren gaan zoeken om de aandacht van de consument te trekken. Het gebruik van (vrouwelijk) naakt/erotische tinten in advertenties is vrij vanzelfsprekend geworden. Het doel van dit soort erotische advertenties is de aandacht trekken van de consument. Maar naaktheid wordt niet langer enkel gebruikt om de aandacht te trekken of om de consument te schokken. In toenemende mate wordt het ook gebruikt in een meer geavanceerde en esthetische zin.
Het gebruik van erotiek in advertenties is niets nieuws. Het nieuwe is de kracht, het toenemend aantal en de variëteit van producten die gepromoot worden. Naakte modellen worden niet meer enkel en alleen gebruikt voor de bekende consumptiegoederen zoals cosmetica en kledij maar ook om industriële producten te promoten.

## Zie ook

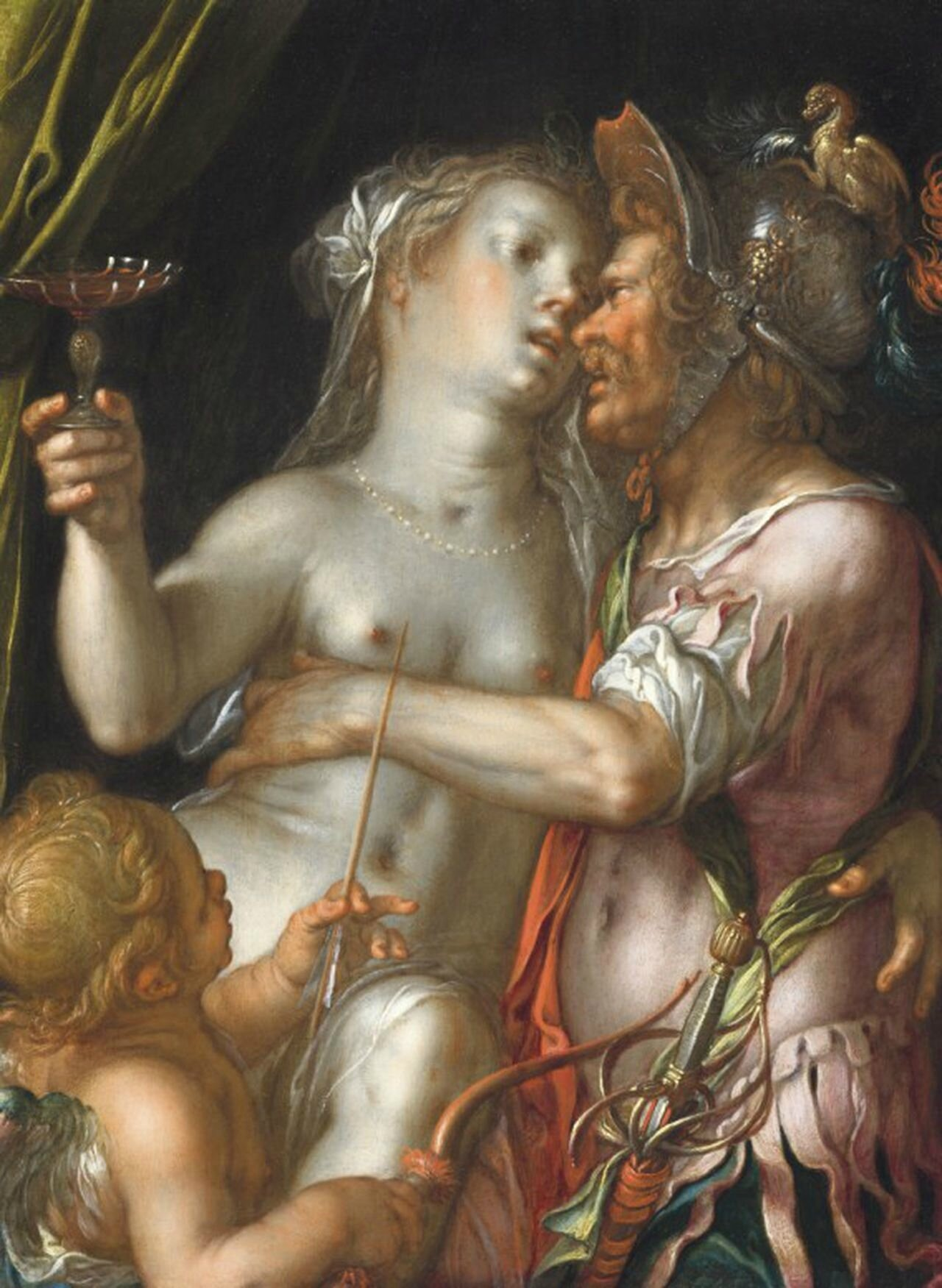
Joachim Wtewael: Venus, Mars en Cupido, rond 1610
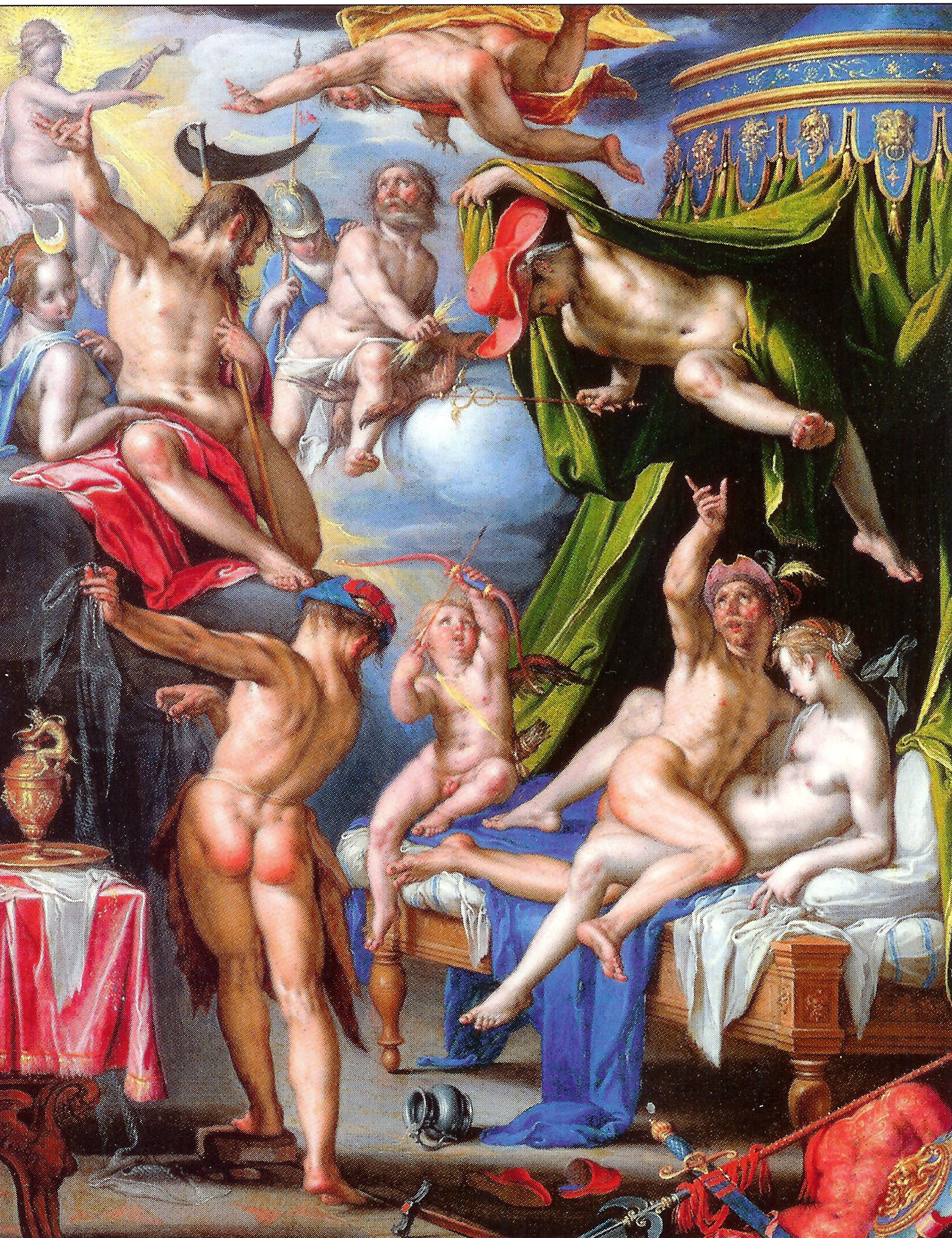
Joachim Wtewael: Mars en Venus betrapt door haar echtgenoot Vulcanus en andere Griekse goden, 1601